# José Imaz Baquedano
José (o Joseph) Agustín Imaz Baquedano (Rentería, 24 de abril de 1767 - Madrid, 27 de julio de 1834), hijo de Francisco de Imaz y Goyburu y María Magdalena de Baquedano Yrabe, fue un político y economista español.

## Biografía
Durante la Guerra de la Independencia Española se encontraba en Andalucía, donde había contraído matrimonio en 1797. Destinado en Málaga, debió refugiarse en Gibraltar al ser condenado por colaboracionismo con el gobierno de José I, y tras un proceso en el que se examinó su conducta durante el conflicto, pudo regresar a España sin acusación alguna. Fue administrador general de Hacienda de Málaga y oficial de la Contaduría principal del Ejército de Andalucía. Con el fin de la guerra fue nombrado contador general de la Dirección General de Rentas dentro de la nueva estructura del despacho de Hacienda, quedando destinado en Madrid.
En 1815 presidió la Junta de Aranceles y de 1816 a 1818, con el despacho de Hacienda de Martín de Garay, fue uno de sus principales colaboradores. Fernando VII le encargó el desempeño del despacho de Hacienda con carácter interino entre 1818 y 1819, relevando a Martín de Garay. Destacó por la reestructuración de los departamentos dentro del plan de remodelación impulsado por Garay para racionalizar el área hacendística del gobierno. Durante el Trienio Liberal fue director de Aduanas y Resguardos, presidente de la Junta de Aranceles y vicepresidente de la Compañía de Filipinas. Al final del Trienio ocupó de nuevo, solo por tres días (al renunciar por considerar que no estaba preparado para ese destino), el despacho de Haciendo bajo la presidencia de Eusebio Bardají. Después fue represalido como todos los liberales por Fernando VII tras la Restauración absolutista, siendo desterrado a Cuenca y después a Málaga.
Fue rehabilitado parcialmente en 1829, trasladándose a Madrid donde desarrolló diversos cometidos en el área hacendística. En 1830 fue nombrado director general de Rentas en comisión y participó en las distintas comisiones creadas para paliar los problemas de la hacienda del reino, uno de los cuales, firmado por Imaz, advertía de los graves problemas de déficit público. Problemas de salud lo llevaron a renunciar a todas sus responsabilidades en 1833. No obstante, en 1834, durante la regencia y minoría de edad de Isabel II, volvió a ocupar la cartera de Hacienda en el gobierno de Francisco Martínez de la Rosa, cargo que desempeñó durante poco más de cuatro meses debido a su pésimo estado de salud. Ese mismo año fue nombrado Prócer del Reino. Entre otras distinciones que recibió en vida, merece destacarse su pertenencia a la Real Academia de Bellas Artes de San Fernando como académico de honor desde 1817.
| Predecesor: José Aranalde Gorbieta | Ministro de Hacienda 1834 | Sucesor: José María Queipo de Llano |